# Love on the line
Love on the line is een nummer van Barclay James Harvest. Het is geschreven door bassist Les Holroyd voor het album Eyes of the universe.
Love on the line werd in eerste instantie (nog in instrumentale versie) afgekeurd voor dat studioalbum; het werd te licht bevonden door het kwartet. Bij de start van de opnamen van het album trok Woolly Wolstenholme zich terug en daarbij gingen twee aankomende tracks verloren, één daarvan droeg de titel Lives on the line. Wolstenholmes vertrek noopten het overgebleven trio hun standpunt te herzien en Love on the line kwam alsnog op het album. Sterker nog het werd door Polydor uitverkozen om promotiesingle te worden voor Eyes of the universe.
In tegenstelling tot het album wist de single wel de Britse hitlijsten te halen; het was hun tweede succesvolle single, al was het resultaat niet schokkend; het stond twee weken genoteerd met een hoogste plaats op 63. De rest van Europa liet geen noteringen zien. De single kreeg Alright down het boogie (Mu Ala Rusic) als B-kant, ook een in eerste instantie afgekeurde track.